# 戈赫普尔
戈赫普尔（Gohpur），是印度阿萨姆邦Sonitpur县的一个城镇。总人口9408（2001年）。

## 人口
该地2001年总人口9408人，其中男性4956人，女性4452人；0—6岁人口1201人，其中男628人，女573人；识字率71.96%，其中男性为77.18%，女性为66.15%。